# Lweibdeh
Lweibdeh (tiếng Ả Rập: لويبدة) là một ngôi làng Syria nằm ở Kafr Nabl Nahiyah ở huyện Maarrat al-Nu'man, Idlib. Theo Cục Thống kê Trung ương Syria (CBS), Lweibdeh có dân số 301 trong cuộc điều tra dân số năm 2004.